# Bajura (huyện)

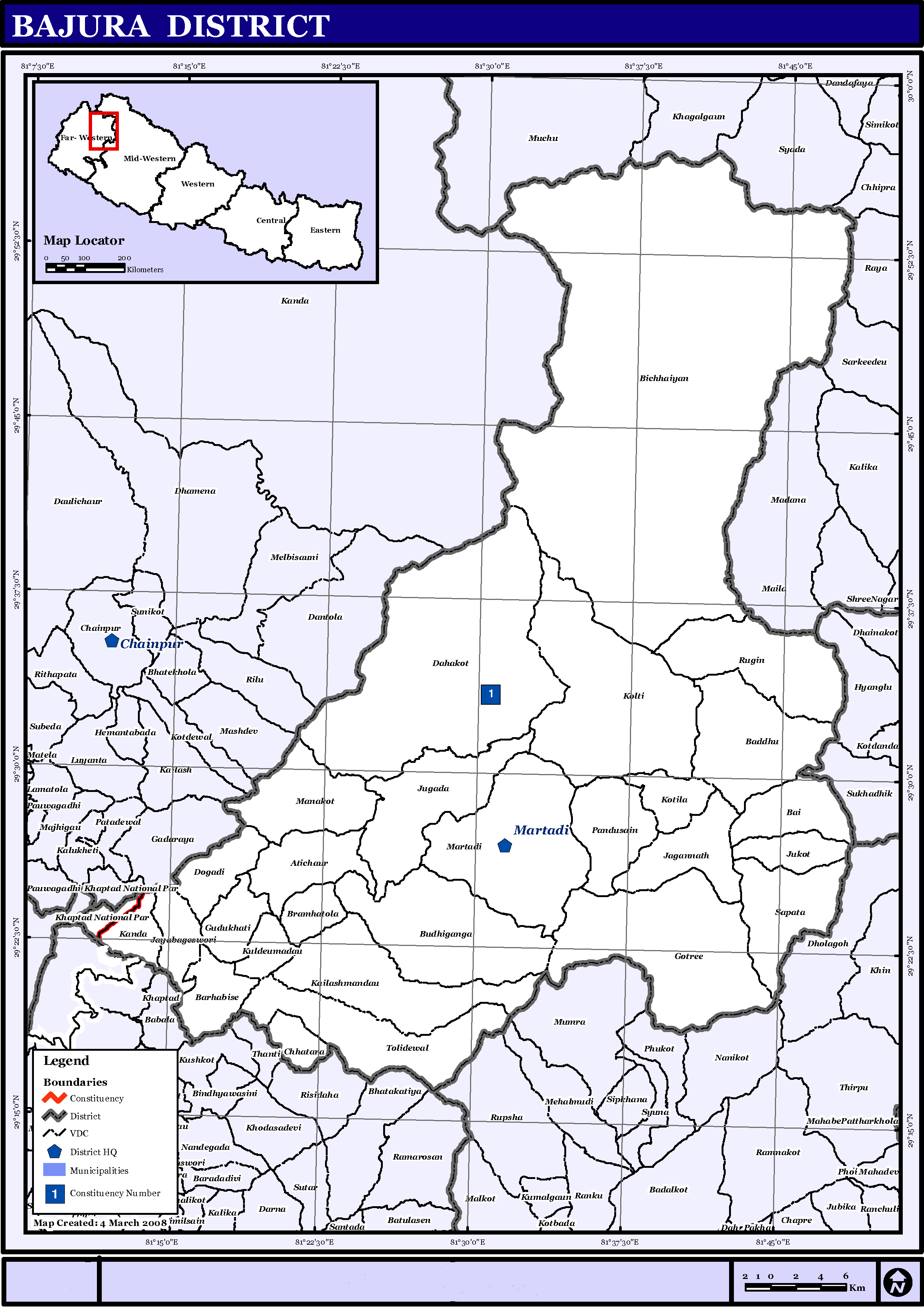
Bajura

Bajura (tiếng Nepal:बाजुरा) là một huyện thuộc khu Seti, vùng Viễn Tây Nepal, Nepal. Huyện này có diện tích 2188 km², dân số thời điểm năm 2001 là 108781 người.

## Dân số
Biến động dân số giai đoạn 1952-2001:
| Năm    | 1971   | 1981  | 1991  | 2001   |
| ------ | ------ | ----- | ----- | ------ |
| Dân số | 172729 | 74649 | 92010 | 108781 |